# Ambulyx pryeri
Ambulyx pryeri is een vlinder uit de familie van de pijlstaarten (Sphingidae). De wetenschappelijke naam van de soort werd in 1887 gepubliceerd door William Lucas Distant.

## Beschrijving

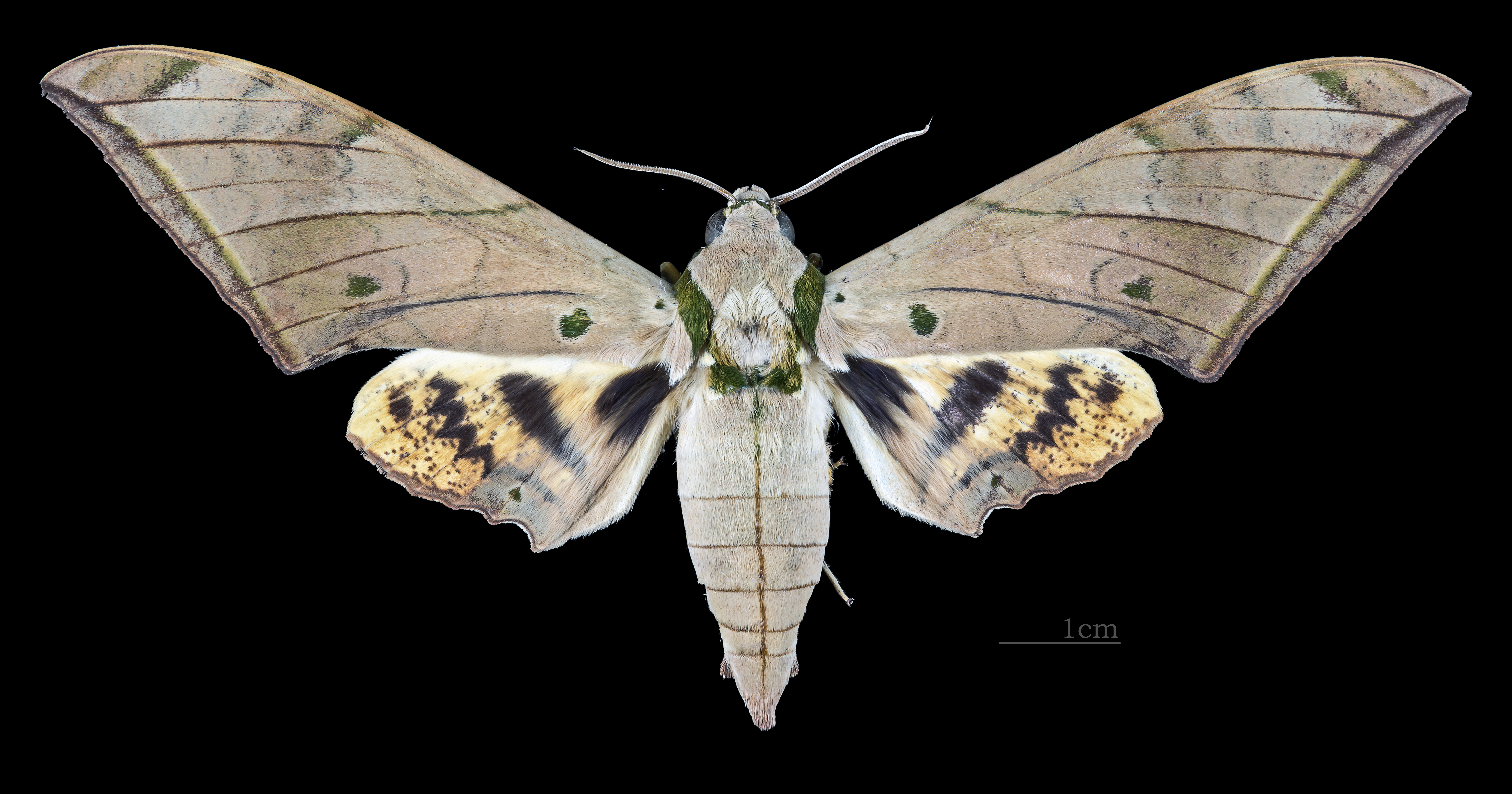
Ambulyx pryeri ♂
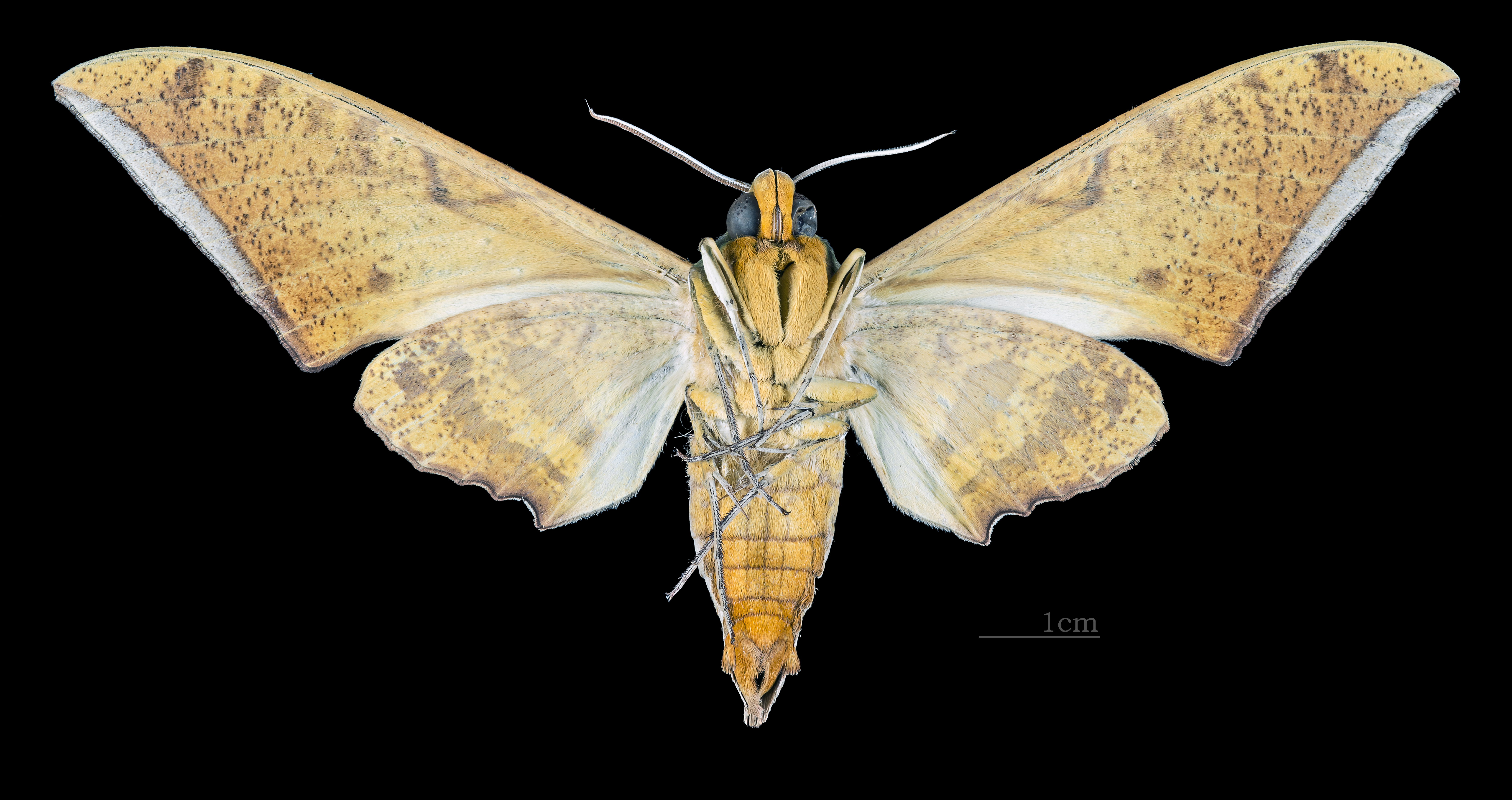
Ambulyx pryeri ♂  △